# ويل كونروي
ويل كونروي (بالإنجليزية: Will Conroy)‏ مواليد 8 ديسمبر 1982 في بورتلاند، هو لاعب كرة سلة أمريكي. بدأ مسيرته الاحترافية في سنة 2005. يبلغ طوله 6 قدم 2 بوصة (1.9 م).

## المسيرة الاحترافية
لعب مع ميمفيس غريزليس في سنة 2007، ثم لعب مع لوس أنجلوس كليبرز في سنة 2007، ثم لعب مع فيرتوس بالاكانسترو بولونيا في سنة 2007، ثم لعب مع أولمبيا ميلانو في الدوري الإيطالي في موسم 2007–2008.

## روابط خارجية
- ويل كونروي على موقع الدوري الأوروبي لكرة السلة (الإنجليزية)
- ويل كونروي على موقع إن بي أي (الإنجليزية)
- ويل كونروي على موقع سبورتس رفرنس (الإنجليزية)
- ويل كونروي على موقع كرة السلة الأوروبية.كوم (الإنجليزية)
- ويل كونروي على موقع كلية كرة السلة في سبورتس رفرنس.كوم (الإنجليزية)
- ويل كونروي على موقع ريلجم (الإنجليزية)
- ويل كونروي على موقع سبورتس رفرنس (الإنجليزية)
- ويل كونروي على موقع سبورتس رفرنس (الإنجليزية)